# René Nicolas de Maupeou

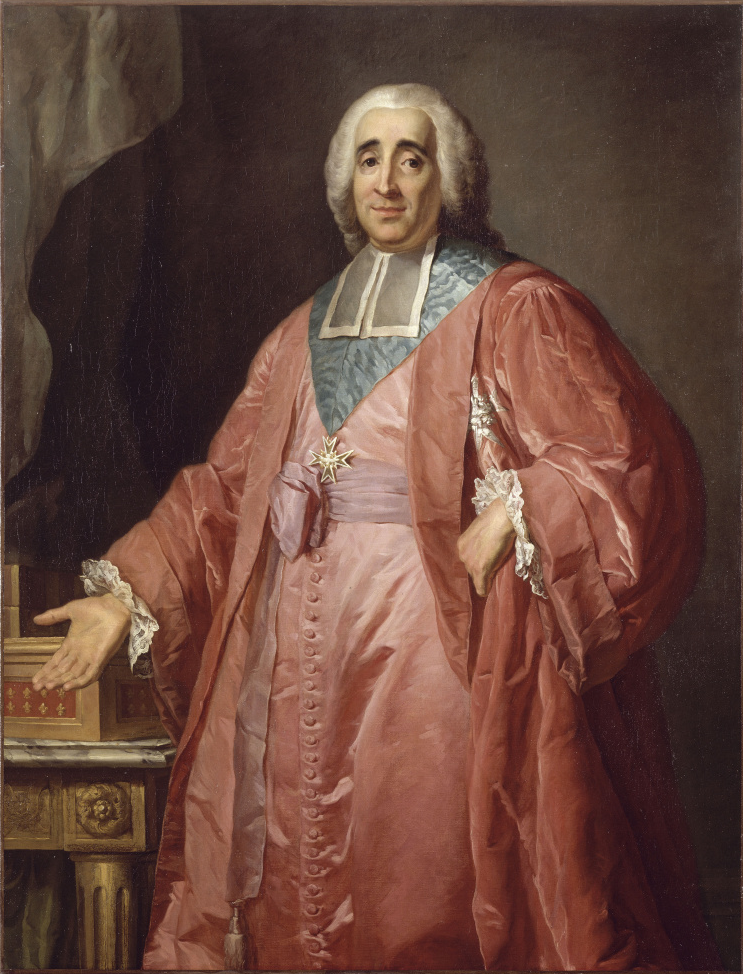
René Nicolas de Maupeou.

René Nicolas Charles Augustin de Maupeou, född den 25 februari 1714, död den 29 juli 1792 på sitt gods Thuit i Normandie, var en fransk statsman, son till René Charles de Maupeou. 
de Maupeou var till en början ledamot av Parisparlamentet, där han blev förste president 1763. Det oaktat har han egentligen blivit ryktbar genom de tvångsåtgärder han vidtog mot de franska lokala appellationsdomstolarna (parlements), sedan han 1768 kallats att som kansler och storsigillbevarare efterträda sin far. Till en del gick han härvid i faderns fotspår. Sonen gick dock vida längre. Då Parisparlamentet under en ny strid med Ludvig XV:s regering suspenderade sin verksamhet, lät han 1771 genom musketörer befalla dess medlemmar att återta sin tjänstgöring, och då detta inte hjälpte, avsatte han de gamla parlamentsmedlemmarna (trots att deras ämbeten var ärftliga) och upprättade ett nytt parlament. Då provinsparlamenten och de stora centrala ämbetsverken i Paris (Cour des comptes och Cour de aides) understödde Parisparlamentet, fick de undergå samma öde. 
de Maupeous syfte härmed var att för alltid göra slut på den politiska opposition, genom vilken alla dessa med en nästan suverän myndighet utrustade ämbetsverk oupphörligt berett regeringen svårigheter. I och för sig var det också en oegentlighet, att en dylik politisk makt kunde utövas av ämbetsverk, men då detta i det gamla Frankrike var den enda skrankan mot kungamaktens godtycke, blev de Maupeous åtgärder i högsta grad förhatliga såsom innebärande despotismens fullständiga genomförande. Att denna "statskupp" medförde åtskilliga förbättringar i rättskipningen hjälpte inte. "Maupeous parlament" rönte blott ovilja och förakt, och sedan Ludvig XVI uppstigit på tronen, störtades de Maupeou och de gamla ämbetsverken återställdes (1774). Han förblev väl fortfarande i besittning av kanslersvärdigheten, som innehades för livstid, men sigillet och därmed ledamotskapet i regeringen fråntogs honom, och han förvisades från hovet. de Maupeous reform av parlamenten betraktas som en av de viktigaste episoderna i Frankrikes inre historia under 1700-talet.